# Karangbrai
Karangbrai is een bestuurslaag in het regentschap Pemalang van de provincie Midden-Java, Indonesië. Karangbrai telt 4075 inwoners (volkstelling 2010).